# Josef Hádlík
Josef Hádlík (23. března 1906 Velké Pavlovice – 22. března 1974 Velké Pavlovice) byl český psychiatr, v letech 1953 až 1954 de facto rektor Univerzity Palackého.

## Život
Josef Hádlík se narodil v roce 1906 ve Velkých Pavlovicích v kovorolnické rodině, otci Petru Hádlíkovi a jeho ženě Terezii rodem Grégrové rovněž z Velkých Pavlovic. Měl celkem šest sourozenců, v šesti letech mu zemřela matka. V mládí studoval na gymnáziu v Břeclavi, které byl nucen finančně hradit sám. Po vykonání maturity v roce 1925 odcestoval do Francie, kde pracoval jako dělník v zahradnictví. Ve městech Besançon a Nancy tou dobou absolvoval jazykové kurzy. Do Československa se zanedlouho vrátil, absolvoval povinnou vojenskou službu a v roce 1927 zahájil studium medicíny na Lékařské fakultě Masarykovy univerzity. Během studia začal působit jako demonstrátor na psychiatrické klinice. V roce 1933 promoval a na psychiatrické klinice byl zaměstnán nejprve jako klinický lékař a poté jako asistent. Ve funkci skončil v po uzavřením českých vysokých škol v listopadu 1939. V roce 1940 se oženil s Blaženou Figarovou. Za druhé světové války tak působil jako první lékař v psychiatricko-neurologickém ústavu. Brzy po vypuknutí války se zapojil do odbojové činnosti, kdy odbojovým skupinám na Jižní Moravě poskytoval zdravotnický materiál a lékařské služby, přičemž mj. poskytoval psychologickou péči osobám skrývajícím se před nacisty.
Po osvobození Československa se stal v roce 1946 členem KSČ, přičemž dle svých osobních písemností měl mít úzké kontakty na příslušníky Rudé armády brzy po osvobození země. V březnu 1946 Hladík opustil brněnskou psychiatrickou kliniku a odešel do Olomouce na nově vzniklou Lékařskou fakultu Univerzity Palackého. V listopadu 1946 se habilitoval. Aktivně se podílel na únorovém převratu, ale po roce 1948 se v dalších komunistických spolcích na univerzitě příliš neangažoval. Na přelomu let 1948 a 1949 získal profesorský titul a v roce 1950 se stal prorektorem univerzity.
V polovině roku 1953 se po odchodu Jiřiny Popelové z titulu funkce prorektora a statutárního zástupce rektorky stal de facto rektorem Univerzity Palackého. Historikům se nepodařilo dohledat žádný oficiální záznam o jmenování Hádlíka rektorem, který tak funkci zřejmě začal vykonávat v rozporu s vysokoškolským zákonem z roku 1950. Ve funkci nicméně skončil o rok později, když jej nahradil Jaromír Hrbek. Do listopadu 1955 pak působil Hádlík jako přednosta psychiatrické kliniky v Olomouci, v roce 1956 se stal přednostou psychiatrické kliniky v Brně. Tou dobou působil jako hlavní psychiatr ČSR. Profesně se zabýval zejména problematikou duševního zdraví, alkoholismu, psychoterapie, deprese a sebevraždy.
Zemřel den před svými 68. narozeninami v rodných Velkých Pavlovicích, když zakončoval přednášku určenou pro veřejnost. Ve volném čase pracoval na zahradě a udržoval také vlastní vinici. Byl ženatý, se svou ženou Boženou Figarovou měl dvě dcery a jednoho syna.